# 出版文化社
株式会社出版文化社（しゅっぱんぶんかしゃ、英: Shuppan Bunka Sha Corporation）は企業・団体の経営を支える社史の企画・編集業務、出版サービスを提供する企業。単行本はビジネス書を中心に出版している。本社は大阪市淀川区西中島、東京本部は東京都中央区新川にある。現代表者は二代目の木戸淸隆。

## 沿革
- 1984年2月6日 - 創業者・浅田厚志が書籍の編集・出版を主な事業目的として、現代人物叢書（ソウショ）出版会を大阪環状線京橋駅前にて開業。自費出版物の企画・制作、講談社への企画持込み業務から開始する。
- 1986年8月22日 - 作家・堺屋太一の命名により社名を株式会社現代人物書院へと変更。堺屋が株主になるとともに、ほか7名の経営者の出資により法人化した。
- 1987年4月 - 初の書店発売本「夢たわわに」（永谷晴子著）を出版。
- 1988年
  - 5月 -「夢みる雑草たち」（加藤勝美著）を出版。5年で5万部を超える。
  - 9月 - 大丸心斎橋店と編集・出版サービス提供の代理店契約を締結。
- 1989年
  - 8月22日 - 株式会社出版文化社へと改称。
  - 9月1日 - 大丸神戸店と編集・出版サービス提供の代理店契約を締結。
  - 12月1日 - 大阪市北区天満1丁目に移転。
- 1990年
  - 3月 - 大丸京都店と編集・出版サービス提供の代理店契約を締結。
  - 8月 - 「いきいきと生きよ」（山田恵諦著）を発刊。3年で10万部を突破。
- 1991年1月6日 - 資料に基づいて社史をつくるための企業情報の整理・編集「スキュワシステム」を開発し、顧客サービスを開始。
- 1992年
  - 4月1日 - 堺屋太一のオリジナル吹き込みによる月刊カセットテープシリーズ『時代を読む視点』を発行、1企画で売上1億円の大台を突破。
  - 4月 - 京セラ名誉会長・稲盛和夫が主宰する経営の勉強塾「盛和塾」の雑誌「盛和塾」の企画・制作を開始（13年継続）
  - 5月11日 - 東京都中央区東日本橋に東京オフィスを開設。
- 1993年
  - 4月1日 - 住友ビジネスコンサルティング企画株式会社（現・SMBCコンサルティング）と、社史のセミナー、および社史を中心とした出版サービス業務の提携を開始。
  - 9月 - 朝日新聞社の文化事業・朝日カルチャーセンター大阪で、社史制作のセミナーを担当。この後、朝日カルチャーセンターと、出版サービスについての提携契約を締結。
  - 10月1日 - 資本金を1,000万円へ増資。
- 1994年
  - 4月1日 - 堺屋太一の月刊カセットテープシリーズ第2弾『日本を創った12人』の発売を開始（現在はCDで販売）。
  - 8月1日 - 稲盛和夫の起業と経営論をまとめたCDシリーズ 「経営講話」の販売を開始。
- 1995年4月1日 - 朝日カルチャーセンター東京で社史制作セミナーを担当。この後、出版サービスについての提携契約を締結。
- 1996年
  - 1月20日 - 東京オフィスを東京本部に昇格し、東京都台東区柳橋へ移転。
  - 2月6日 - 大阪本社を大阪市中央区森ノ宮中央へ移転。
  - 10月1日 - インターネット上に自社ホームページを開設し、単行本の販売、社史事業のPRを開始する。
- 1998年5月16日 - 資本金を2,000万円へ増資。
- 1999年
  - 1月16日 - 1998年11月に営業を停止した三田出版会（現・京セラドキュメントソリューションズの子会社）の出版物の営業権を継承。
  - 2月1日 - 経済研究者・井上宗迪による経営者向けのビジネスセミナー「先見経済研究会」を開始。
- 2001年
  - 8月15日 - 米国・ロスアンゼルスに現地法人の子会社International Publishing & Planning Inc. (I.P.P.I) を設立。米国の出版子会社として日米間の版権売買を開始。
  - 9月19日 - 中国・北京にI.P.P.Iの北京事務所を開設し、現地駐在員を置いて日中間の版権売買を開始。
- 2002年2月1日 - ISO14001の認証を取得（出版業界で5番目）。
- 2004年
  - 2月11日 - 業務拡張のため、東京本部を東京都台東区浅草橋に移転。
  - 9月14日 - 資本金を2,500万円へ増資。
- 2006年7月28日 - 業務拡張のため、東京本部を千代田区神田神保町へ移転。
- 2007年
  - 1月26日 - 社史のデジタルメディア対応としてWEB社史を開発し、登録商標として「WEB社史」認証取得。
  - 6月23日 - 業務拡張のため、大阪本社を大阪市中央区久太郎町に移転。
  - 9月26日 - 資本金を3,100万円に増資。
- 2008年
  - 2月4日 - 社史に関する資料整理ノウハウを活用し、資料整理を専門とする「アーカイブサービス事業」を開始。
  - 4月9日 - 大阪本社・東京本部ヘリテージサービス部門にて、情報セキュリティマネジメントシステム・JIS Q 27001：2006（ISO/IEC 27001：2005）認証取得。
  - 4月16日 - 資本金を5,000万円に増資。
- 2012年9月 - 品質マネジメントシステムの適用規格｢ISO9001:2008/JIS Q 9001:2008｣を大阪本社・東京本部のヘリテージサービス部門にて取得。
- 2013年10月26日 - 経営学史学会にて、研究論文新人賞として「出版文化社賞」を授与（第1回目）。
- 2014年
  - 2月6日 - 創業30周年を迎える。
  - 3月26日 - 資本金を6,000万円に増資。
- 2016年8月 - 大阪：シティプラザ大阪、東京：如水会館にて「設立30周年感謝会」を開催。
- 2017年
  - 1月 - 大阪中小企業投資育成株式会社の資本参加を受け、資本金を8,695万円に増資。
  - 9月17日 - 業務拡張のため、名古屋支社を愛知県名古屋市中川区山王に開設。
- 2018年2月28日 - 資本金を 99,234,300円 に増資。
- 2019年
  - 2月8日 - 創業以来の株主である堺屋太一が逝去。
  - 4月 - 一般社団法人日本経済団体連合会に加盟。
  - 9月26日 - 業務拡張のため、名古屋支社を名古屋市熱田区五本松町へ移転。
  - 12月9日 - 業容拡大と経営の合理化のため、東京本部を現在地へ移転し、3箇所に分かれていた東京の拠点を統合。
- 2020年3月 - 東京、名古屋、大阪にて在宅勤務制を導入。
- 2022年
  - 2月 - 東京での緊急時におけるバックアップオフィスとして、埼玉県桶川市に「東京サテライト・埼玉オフィス」を設置。
  - 12月 - 定時株主総会、および取締役会にて代表取締役を浅田厚志から木戸淸隆へ交代。
- 2023年9月 - 大阪本部を現在地へ移転
- 2024年
  - 1月 - デジタル・ネットワーク型社史「コネクテッド社史」が特許として認証される。
  - 2月 - 創業40周年を迎える。

## 主な事業・製品

### 単行本の出版
ビジネス書を中心にして、現在までで約360点の書籍を発行している。そのほか、1998年に倒産した三田工業（現・京セラドキュメントソリューションズ）の出版部門・三田出版会が出版していた書籍が、いずれ市場流通しなくなることを推測し、書籍を買収。その後、同出版物の発売代行をしている。社史制作ノウハウに関連する書籍も複数出版している。

### 出版書籍
- 2018年5月16日 -『日本代表オリンピック全選手・役員名鑑』
- 2019年6月15日 -『失敗しないフランチャイズ経営の極意　FCビジネスで社会をイキイキさせる』小田吉彦（著）
- 2019年10月19日 -『配置薬ニッポン総ケア宣言』　配置薬の歴史を検証し未来を考える会（著）
- 2020年1月18日 -『平成紙つぶて　自由と自由主義を求めて』柴生田晴四（著）

### 社史に関する出版書籍
- 2013年1月23日 -『成功長寿企業への道』浅田厚志（著）
- 2015年11月25日 -『新版　よくわかる！社史制作のQ&A77』出版文化社 社史編集部（著）
- 2018年4月16日 -『平成社史 -自社で作れる平成30年間の社史-』浅田厚志（著）
- 2018年9月25日 -『社史から学ぶ経営の課題解決』阿部武司・橘川武郎（編著）、宇田川勝・沢井実・高岡美佳・中村尚史・宮本又郎（著）
- 2019年10月19日 -『社史・アーカイブ総研の挑戦 -組織の歴史承継を考える-』小谷允志、浅田厚志、吉田武志、宮本典子、中村崇高、鎌岡徳幸（著）

### 社史について
創業3年目から社史の企画制作を開始した。第1号は京都の染色会社「西陣染色111年」。以来、約600点の社史を企画・制作した。2015年6月23日には社史受注総件数が1,000点を超えた。編集プロダクションではなく、企画立案から、執筆・編集など、制作に関わる全ての作業を一貫して行っている。近年ではデジタルコンテンツ制作、アーカイブサポートにも力を入れている。

### その他の事業
- 1994年、フリーランスのライターを1,000名集めて原稿流通サービス「テーマネット」を操業開始した。会員企業へライターを紹介したり、取材・原稿作成を有料で請け負う事業を開始した。その後、2006年12月までサービスを提供した。現在は会員制を廃し、限られた取引先にのみ提供することとしている。現在のライター登録数は1,050名。
- 2000年6月、日本-米国、日本-中国の間での翻訳出版権の売買を開始。現在に至る。
- 稲盛和夫が主宰する経営者の勉強塾「盛和塾」に1991年に代表の浅田が入塾、大阪世話人を永年務めるとともに、13年間、隔月刊誌『盛和塾』の企画・編集を行った。
- 毎年度末に東京・大阪各本部で選定した災害などの被災地の寄付先団体・組織へ寄付を行っている。また、それ以外に発生した災害等についても寄付を行っている。